# 스트로급 (종합격투기)
스트로급(Strawweight)은 단체에 따라 다양한 체중을 가리킨다:
- 로드 FC의 스트로급은 52 kg (115 lb) 이하의 체급이다.
- 딥 쥬얼스의 스트로급은 52 kg (115 lb) 이하의 체급이다.
- UFC의 스트로급은 48 ~ 52 kg (106 ~ 115 lb)의 체급이다.
- 인빅타 FC의 스트로급은 49 ~ 52 kg (106 ~ 115 lb)의 체급이다.
- 원 챔피언십의 스트로급은 55 kg (121.3 lb) 이하의 체급이다.

## 설명
스트로급은 아톰급과 플라이급 사이의 체급을 말한다. 일반적으로 52 kg (115 lb) 이하의 체급을 가리킨다. 네바다주체육위원회의 종합격투기 통합 규칙에는 포함되지 않고 있었으나 2015년 포함되었다. 현재 여성부의 주력 체급으로 취급되고 있으며 로드 FC, 딥 쥬얼스, 인빅타 FC 등의 단체에서 채택하고 있고 2013년부터는 UFC에서도 채택하고 있다. 원 챔피언십에서는 남성부에서도 스트로급이 존재한다.

## 프로페셔널 챔피언

### 현재 챔피언
이 표는 항상 최신이 아니다. 마지막 업데이트 날짜는 2018년 1월 18일이다.
남성부:
| 단체        | 벨트 획득일     | 챔피언        | 기록       | 방어 횟수 |
| ----------- | --------------- | ------------- | ---------- | --------- |
| 원 챔피언십 | 2017년 12월 9일 | 알렉스 시우바 | 7-1 (6SUB) | 0         |

여성부:
| 단체      | 벨트 획득일     | 챔피언          | 기록           | 방어 횟수 |
| --------- | --------------- | --------------- | -------------- | --------- |
| UFC       | 2017년 11월 5일 | 로즈 나마주나스 | 7-3 (1KO 5SUB) | 0         |
| 딥 쥬얼스 | 2014년 8월 9일  | 이노우에 미즈키 | 12-4 (9SUB)    | 1         |
| 판크라스  | 2017년 5월 28일 | 곤도 슈리       | 5-0            | 0         |

## 같이 보기
- 종합격투기의 체급

## 참조
1. ↑  “Nevada Revised Statutes: CHAPTER 467 - UNARMED COMBAT”. 《http://www.leg.state.nv.us》 (영어). 2007년 2월 20일에 확인함. |work=에 외부 링크가 있음 (도움말)